# Hôpital Raymond-Poincaré
L'hôpital Raymond-Poincaré est un établissement de l'Assistance publique - Hôpitaux de Paris (AP-HP) situé à Garches (Hauts-de-Seine, anciennement en Seine-et-Oise) construit de 1932 à 1936.
Il porte le nom de Raymond Poincaré, président de la République française du 18 février 1913 au 18 février 1920, soit essentiellement durant la Première Guerre mondiale et décédé le 15 octobre 1934 à Paris.
L'hôpital était associé à l'université de Versailles-Saint-Quentin-en-Yvelines.
Le site de l'hôpital à Garches devrait fermer au milieu des années 2020 et ses activités hospitalières transférées à l'hôpital Ambroise-Paré de Boulogne-Billancourt.  

## Histoire
En région parisienne, l'hôpital est de la même époque que l'hôpital Foch et l'hôpital Avicenne.

### Poliomyélite
Cet établissement situé dans l'ancien département de Seine-et-Oise comportait dans les années 1950 un service spécialisé dans la rééducation des malades atteints par le virus de la poliomyélite qui faisait alors beaucoup de victimes, notamment en France. C'est là qu'a été créé par le professeur André Grossiord, assisté du docteur Olivier Troisier, orthopédiste, le Centre national de traitement des séquelles de la polio.
Outre un service destiné aux enfants, il y avait 44 lits réservés aux adultes (22 pour les hommes et 22 pour les femmes) au pavillon Widal avec un personnel spécialisé de rééducatrices (-teurs) pour les soins qui comprenaient notamment l'hydrothérapie, des massages, la rééducation de la marche, etc.

### Pavillon Brézin
En 1954, l'hôpital Brézin est annexé à l'hôpital Raymond-Poincaré. Il s'agit initialement d'un hospice créé à la suite du testament de l'industriel Michel Brézin, sur sa propriété de Petit-l'Étang, léguée en 1828 aux Hospices de Paris. Ouvert sous le nom d'« hospice de la Reconnaissance » en 1833, il accueille des ouvriers âgés démunis ayant travaillé dans les forges. Quarante anciens forgerons, serruriers et mécaniciens forment ainsi le premier contingent de pensionnaires. D'un point de vue architectural, l'hospice est composé d'une galerie à arcades, semblable au cloître d'un monastère, une chapelle étant placée en son centre. Les architectes François-Jacques Delannoy et Martin-Pierre Gauthier sont chargés des travaux, et participent par la suite à l'agrandissement des bâtiments. En 1843, l'hospice compte 300 lits. Les retraités disposent de vastes dortoirs et d'un lopin de terre à cultiver. Depuis son rattachement à l'hôpital Raymond-Poincaré, le bâtiment est appelé « pavillon Brézin ». Un buste de Michel Brézin est par ailleurs installé dans la cour.

## Personnalités liées à l'hôpital

### Patients
- David Azéma, magistrat à la cour des comptes, né en 1960[4]
- Guillaume Depardieu (1971-2008)
- Bruno de Stabenrath

### Soignants
- Christian Perronne a dirigé le service d'infectiologie
- Annie Barois, pédiatre qui a dirigé le service de réanimation et de neurologie

## Spécialités médicales
L’hôpital Raymond-Poincaré est spécialisé dans la prise en charge d’adultes et d’enfants souffrant de handicaps lourds (d’origine neuromusculaire ou traumatique) et de maladies infectieuses. Il dispose également d’un service de chirurgie orthopédique développé. Il est centre de référence « maladies rares » dans plusieurs domaines, comme les maladies neuromusculaires, la maladie de Fabry et les hypersomnies rares.

## Au cinéma et à la télévision
Dans Hippocrate, un film dramatique français sorti en 2014, la scène de salle de garde a été tournée dans celle de l’hôpital Raymond-Poincaré de Garches : à cette occasion, le metteur en scène Thomas Lilti a fait repeindre une fresque pour y faire figurer Jacques Gamblin, qui incarnait un « grand patron » dans le film. La série éponyme se déroule également à l'hôpital Raymond-Poincaré.
Dans Les Enfants de la chance, sorti le 30 novembre 2016, avec Philippe Torreton, le réalisateur Malik Chibane a raconté l'histoire vraie de Maurice Grosman, enfant juif qui a évité de justesse la rafle du vel d'hiv en juillet 1942, grâce à une succession de hasards ce jour-là, et à la suite d'une jambe cassée. Il a passé de juillet 1944 à la Libération sa convalescence de jambe cassée, caché et protégé par le personnel de l'hôpital de Garches.
Dans la sitcom H diffusée entre 1998 et 2002, l'hôpital où se passe l'action est l'hôpital Poincaré de Garches. Cependant, sur les plans extérieurs, il ne s'agit pas de l'hôpital de Garches.